# Női 40 kg-os cselgáncs a 2017. évi nyári európai ifjúsági olimpiai fesztiválon
A 2017. évi nyári európai ifjúsági olimpiai fesztiválon a női 40 kilogrammos cselgáncs versenyt július 25.-én rendezték.

## Mérkőzések
|  | Negyeddöntők        | Negyeddöntők        | Negyeddöntők |  |  | Elődöntők           | Elődöntők           | Elődöntők         |                   |        | Döntő           | Döntő           | Döntő  |  |
|  |                     |                     |              |  |  |                     |                     |                   |                   |        |                 |                 |        |  |
|  | Vusala Karimova     | Vusala Karimova     | 100(0)       |  |  |                     |                     |                   |                   |        |                 |                 |        |  |
|  | Diane Inguimbert    | Diane Inguimbert    | 000(3)       |  |  | Vusala Karimova     | Vusala Karimova     | 110(0)            |                   |        |                 |                 |        |  |
|  | Liliana Salimianova | Liliana Salimianova | 100(0)       |  |  | Liliana Salimianova | Liliana Salimianova | 000(0)            |                   |        |                 |                 |        |  |
|  | Ana Bjelic          | Ana Bjelic          | 000(2)       |  |  |                     |                     |                   |                   |        | Vusala Karimova | Vusala Karimova | 000(1) |  |
|  | Jente Verstraeten   | Jente Verstraeten   | 110(0)       |  |  |                     |                     | Jente Verstraeten | Jente Verstraeten | 000(0) |                 |                 |        |  |
|  | Anamaria Stroe      | Anamaria Stroe      | 000(0)       |  |  | Jente Verstraeten   | Jente Verstraeten   | 010(1)            |                   |        |                 |                 |        |  |
|  | Ivana Nikolic       | Ivana Nikolic       | 020(0)       |  |  | Ivana Nikolic       | Ivana Nikolic       | 000(2)            |                   |        |                 |                 |        |  |
|  | Ilknur Asci         | Ilknur Asci         | 000(1)       |  |  |                     |                     |                   |                   |        |                 |                 |        |  |

### Vigaszág
|  |                   |                   |                   |                |                |                     |                     |               |
|  | Vigaszág elődöntő | Vigaszág elődöntő | Vigaszág elődöntő |                |                | Bronzmérkőzés       | Bronzmérkőzés       | Bronzmérkőzés |
|  | Vigaszág elődöntő | Vigaszág elődöntő | Vigaszág elődöntő |                |                | Bronzmérkőzés       | Bronzmérkőzés       | Bronzmérkőzés |
|  |                   |                   |                   |                |                |                     |                     |               |
|  | Diane Inguimbert  | Diane Inguimbert  | 000(0)            | Ana Bjelic     | Ana Bjelic     | 100(1)              |                     |               |
|  | Diane Inguimbert  | Diane Inguimbert  | 000(0)            | Ana Bjelic     | Ana Bjelic     | 100(1)              |                     |               |
|  | Ana Bjelic        | Ana Bjelic        | 010(1)            |                |                | Ivana Nikolic       | Ivana Nikolic       | 000(3)        |
|  | Ana Bjelic        | Ana Bjelic        | 010(1)            |                |                | Ivana Nikolic       | Ivana Nikolic       | 000(3)        |
|  |                   |                   |                   |                |                |                     |                     |               |
|  | Anamaria Stroe    | Anamaria Stroe    | 100(1)            | Anamaria Stroe | Anamaria Stroe | 000(0)              |                     |               |
|  | Anamaria Stroe    | Anamaria Stroe    | 100(1)            | Anamaria Stroe | Anamaria Stroe | 000(0)              |                     |               |
|  | Ilknur Asci       | Ilknur Asci       | 000(0)            |                |                | Liliana Salimianova | Liliana Salimianova | 020(0)        |
|  | Ilknur Asci       | Ilknur Asci       | 000(0)            |                |                | Liliana Salimianova | Liliana Salimianova | 020(0)        |

## Végeredmény
| Helyezés | Név                 | Nemzet        |
| -------- | ------------------- | ------------- |
| Arany    | Jente Verstraeten   | Belgium       |
| Ezüst    | Vusala Karimova     | Azerbajdzsán  |
| Bronz    | Ana Bjelic          | Szerbia       |
| Bronz    | Liliana Salimianova | Oroszország   |
| 5.       | Ivana Nikolic       | Montenegró    |
| 5.       | Anamaria Stroe      | Románia       |
| 7.       | Diane Inguimbert    | Franciaország |
| 7.       | Ilknur Asci         | Törökország   |